# 约翰·朗布尔
约翰·朗布尔（英語：John Rumble，1933年8月27日—2023年12月），加拿大男子马术运动员。他曾代表加拿大参加1956年夏季奥林匹克运动会马术比赛，获得团体三项赛铜牌和个人三项赛第16名。